# Московский международный кинофестиваль 1979
XI Московский международный кинофестиваль состоялся в 1979 году. Открылся 14 августа 1979 года.

## Жюри
Председатель жюри:
- Станислав Ростоцкий, режиссёр (СССР)

Члены жюри:
- Владимир Баскаков — директор ВНИИК (СССР)
- Отакар Вавра — режиссёр (ЧССР)
- Джузеппе де Сантис — режиссёр (Италия)
- Ежи Кавалерович — режиссёр (Польша)
- Радж Капур — актёр и режиссёр (Индия)
- Кристиан-Жак — режиссёр (Франция)
- Том Ладди — директор МКФ в Теллурайде (США)
- Маргарита Лопес Портильо[англ.] — генеральный директор радиотелевидения и кинематографии (Мексика)
- Курт Метциг — режиссёр (ГДР)
- Андрей Михалков-Кончаловский — режиссёр (СССР)
- Табата Ндиайе — актриса (Сенегал)
- Емил Петров — кинокритик (НРБ)
- Константин Степанков — актёр (СССР)
- Чан Ву — режиссёр (СРВ)

## Фильмы-участники
- «Антон-волшебник[вд]» / Anton der zauberer (ГДР, режиссёр Гюнтер Райш)
- «Барьер» / Бариерата (Болгария, режиссёр Христо Христов)
- «Бесконечная дорога[вд]» / … (Бангладеш, режиссёр А. Хусейн[вд])
- «Борьба за свободу» / Иджа оминира (Нигерия, режиссёр Ола Балогун[вд])
- «Бытие» / … (Гана, режиссёр Том Риберо[вд])
- «Взлёт» (СССР, режиссёр Савва Кулиш)
- «Дети Санчеса[вд]» / The children of Sanchez (США, режиссёр Холл Бартлет)
- «Завтра не наступит никогда» / Tomorrow never comes (Великобритания—Канада, режиссёр Питер Коллинсон)
- «Из моей жизни[вд]» / «Медовый месяц» / Honning mane (Дания, режиссёр Билле Аугуст)
- «Индеец „Ястреб“[вд]» / «Рыба Ястреб» / Fish Hawk (Канада, режиссёр Доналд Шебиб[вд])
- «История дон фрезер[вд]» / «Дон!» / Dawn! (Австралия, режиссёр Кен Хэннэм[вд])
- «Канал[вд]» / Kanal (Турция, режиссёр Эрден Кирал[вд])
- «Кинолюбитель» / Amator (Польша, режиссёр Кшиштоф Кесьлёвский)
- «Крепость[вд]» / Az erod (Венгрия, режиссёр Миклош Синетар[вд])
- «Мгновение[вд]» / Clipa (Румыния, режиссёр Георге Витанидис)
- «Мирей в жизни других[вд]» / Mireille dans la vie des autres (Бельгия, режиссёр Жан-Мари Бюше[вд])
- «Молодой мужчина и белый кит[вд]» / Mlady muz a bila velryba (ЧССР, режиссёр Яромил Иреш)
- «Момент[вд]» / Tren (Югославия, режиссёр Столе Янкович[вд])
- «Нахля[вд]» / Nahla (Алжир, режиссёр Фарук Белуфа)
- «Небо проясняется[вд]» / … (Монголия, режиссёр Доржпалам Равжаагийн)
- «Парашурам[вд]» / … (Индия, режиссёр Мринал Сен)
- «Попутчик[вд]» / Companero del viaje (Венесуэла-Испания, режиссёр Клементе де ла Серда[вд])
- «Портной из Ульма[вд]» / Der schneider von Ulm (ФРГ, режиссёр Эдгар Райц[вд])
- «Портрет Тересы[вд]» / Retrato de Teresa (Куба, режиссёр Пастор Вега)
- «Поэт и муза[вд]» / Runoilija ja muusa (Финляндия, режиссёр Яакко Паккасвирта[вд])
- «Проклятье тем, кто плачет» / … (Иран, режиссёр Мухаммед Али Наджафи[вд])
- «Разорванный флаг[вд]» / Bandera rota (Мексика, режиссёр Габриэль Ретес[вд])
- «Семь дней в январе[вд]» / Siete dias de enero (Испания-Франция, режиссёр Хуан Антонио Бардем)
- «Сладка любовь моя[вд]» / … (Сирия, режиссёр Марван Хаддад)
- «Собаки[вд]» / «Собаки в городе» / Les chiens (Франция, режиссёр Ален Жессюа)
- «Стены[вд]» / Аль-Асуар (Ирак, режиссёр Мухаммед Шукри Джамиль[вд])
- «Стены свободы[вд]» / Frihetens murar (Швеция, режиссёр Марианна Арне)
- «Только вперёд» / Tiếng gọi phía trước (Вьетнам, режиссёр Лонг Ван)
- «Христос остановился в Эболи» / Cristo si e fermato a eboli (Италия-Франция, режиссёр Франческо Рози)

## Премии
Почётная золотая премия
- «Да здравствует Мексика!» (СССР, фильм был снят в 1931—32 годах, смонтирован в 1979 году, режиссёры Сергей Эйзенштейн и Григорий Александров, оператор Эдуард Тиссэ)

Золотые премии
- «Христос остановился в Эболи» (Италия-Франция, реж. Франческо Рози)
- «Семь дней в январе» (Испания-Франция, реж. Хуан Антонио Бардем)
- «Кинолюбитель» (ПНР, реж. Кшиштоф Кесьлёвский)

Серебряные премии
- «Барьер» (НРБ, реж. Христо Христов)
- «Парашурам» (Индия, реж. Мринал Сен)
- «Взлёт» (СССР, реж. Савва Кулиш)

Премии
- актёр Ульрих Тайн («Антон-волшебник», ГДР)
- актёр Велимир (Бата) Живойинович («Момент», СФРЮ)
- актриса Ясмина Хлат («Нахля», Алжир)
- актриса Дейси Гранадос[вд] («Портрет Тересы», Куба)

Специальный диплом
- «Только вперёд» (СРВ, реж. Лонг Ван)

Премия ФИПРЕССИ
- «Кинолюбитель» (ПНР, реж. Кшиштоф Кесьлёвский)

### Юбилейные премии
Премии вручены за вклад в развитие киноискусства (по случаю 60-летия советского кино)
- Антонин Броусил, теоретик кино (ЧССР)
- Луис Бунюэль, режиссёр (Франция)
- Кинг Видор, режиссёр (США)
- Чезаре Дзаваттини, сценарист (Италия)
- Золтан Фабри, режиссёр (ВНР)
- Ежи Кавалерович, режиссёр (ПНР)
- Рене Клер, режиссёр (Франция)
- Акира Куросава, режиссёр (Япония)
- Сатьяджит Рай, режиссёр (Индия)
- Усман Сембен, режиссёр (Сенегал)
- Андре и Аннели Торндайк, режиссёры (ГДР)